# Lucas Eguibar
Lucas Eguibar Bretón (San Sebastián, 9 de febrero de 1994) es un deportista español que compite en snowboard, especialista en la prueba de campo a través. Es el campeón mundial del año 2021.
Ganó tres medallas en el Campeonato Mundial de Snowboard, oro en 2021, en la prueba individual, y dos de plata en 2017, en la prueba individual y por equipos (junto con Regino Hernández).
Participó en tres Juegos Olímpicos de Invierno, ocupando el séptimo lugar en Sochi 2014, el 33.º en Pyeongchang 2018 y el séptimo en Pekín 2022.
El COE le seleccionó para ser el abanderado de la delegación española en los Juegos Olímpicos de Pyeongchang 2018.

## Medallero internacional
| Campeonato Mundial | Campeonato Mundial     | Campeonato Mundial | Campeonato Mundial         |
| Año                | Lugar                  | Medalla            | Competición                |
| ------------------ | ---------------------- | ------------------ | -------------------------- |
| 2017               | Sierra Nevada (España) | Medalla de plata   | Campo a través             |
| 2017               | Sierra Nevada (España) | Medalla de plata   | Campo a través por equipos |
| 2021               | Idre Fjäll (Suecia)    | Medalla de oro     | Campo a través             |